# Georgia Taylor-Brown
Georgia Taylor-Brown (Manchester, 15 marzo 1994) è una triatleta britannica.

## Carriera
Ha vinto due medaglie di bronzo ai mondiali di triathlon, in particolare nelle edizioni del 2018 e del 2019.
Si è laureata campionessa europea di triathlon sia nella categoria under 23, vincendo la gara di Kitzbühel del 2017, sia nella categoria junior, vincendo per due volte il titolo: il primo a Eilat nel 2012 e il secondo ad Alanya nel 2013.
Ha vinto infine i Campionati del mondo di duathlon di Nancy nel 2012 nella categoria junior.

## Titoli
- Campionessa europea di triathlon under 23 -  2017
- Campionessa europea di triathlon junior -  2012, 2013
- Campionessa mondiale di duathlon junior -  2012